# Ostrogski

Wappen

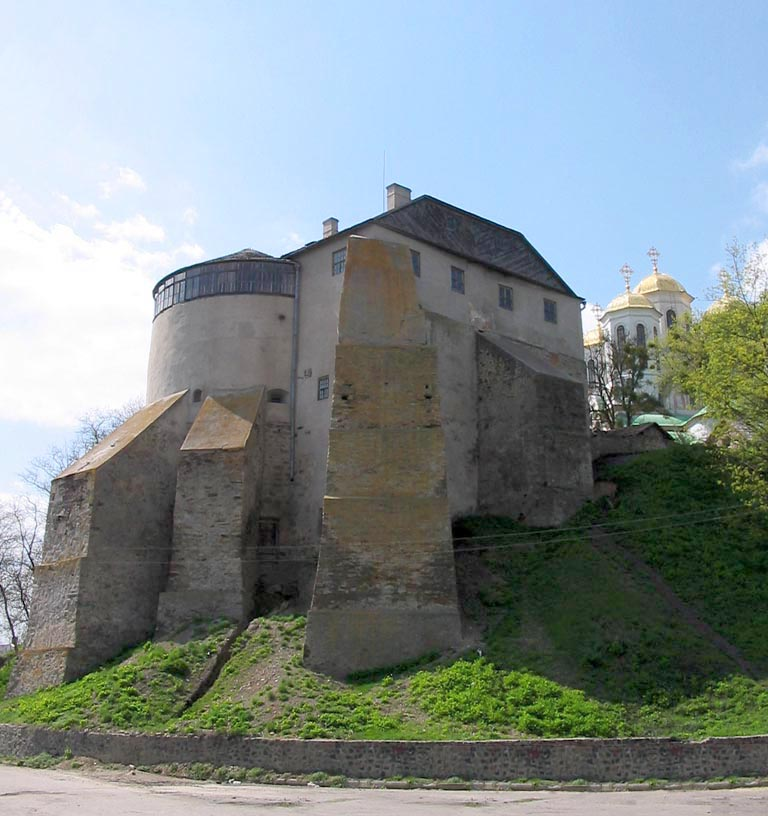
Burg Ostrog, vom 14. bis 16. Jahrhundert Hauptsitz

Ostrogski (ukrainisch Острозьки, Ostroski, lateinisch in Ostrog, deutsch von Ostrog) war eines der mächtigsten Adelshäuser im Großfürstentum Litauen, später in Polen-Litauen. Es ist nach der Burg Ostrog in der heutigen Ukraine benannt.

## Geschichte

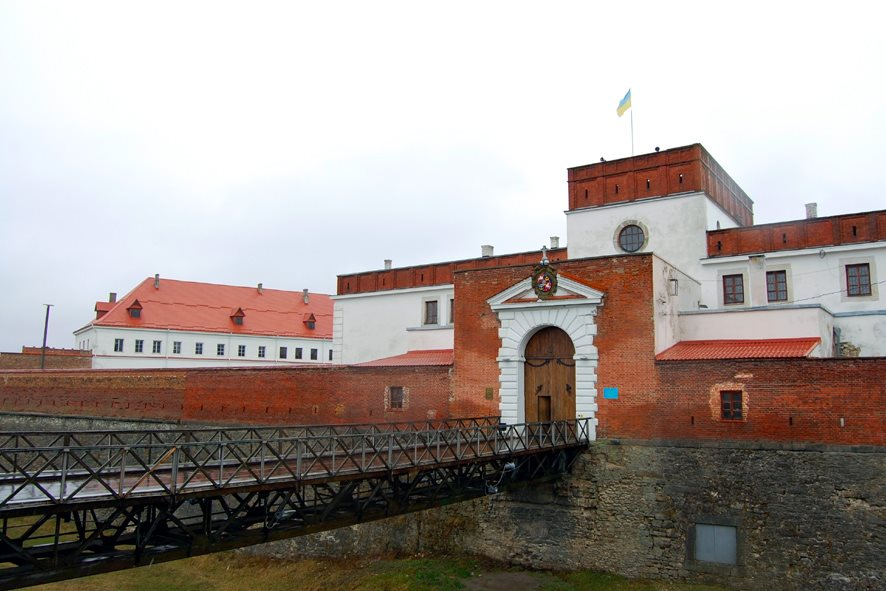
Burg Dubno (Ukraine)

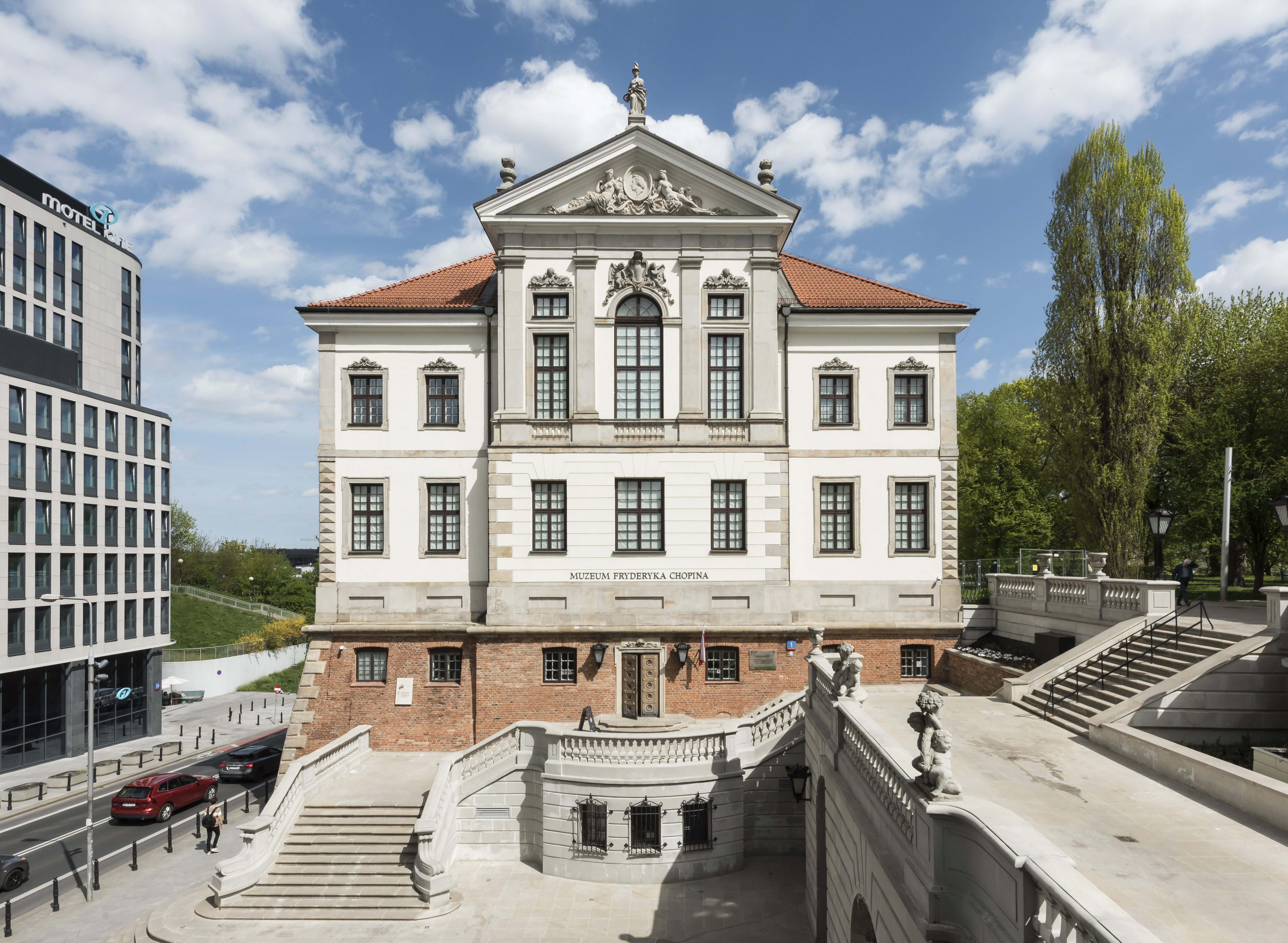
Ostrogski-Palais in Warschau (heute Chopin-Museum)

Die Ostrogskis stammen im Mannesstamm von den Rurikiden ab und waren entfernte Nachkommen von Swjatopolk, Großfürst der Kiewer Rus. Die Ostrogskis gehörten zu den größten Unterstützern der orthodoxen Religion und Kultur im mehrheitlich katholisch geprägten Polen-Litauen. Sie bauten Kirchen, Schulen, die Ostroger Akademie und förderten den Druck von Büchern in ruthenischer Sprache. Ihre Herrschaften in Wolhynien, Halitsch und Podolien umfassten mehrere Städte und hunderte von Dörfern. Die wichtigsten Städte waren Ostrog, Korez und Isjaslaw. Im Jahr 1386 erhielt Fürst Feodor Danilovitsch Ostrogski vom polnischen König Władysław II. Jagiełło eine Charta, die ihm seinen Besitz von Ostrog und der Nachbarschaft bestätigte. Die fürstliche Linie von Ostrog erlosch 1620 mit Janusz Ostrogski im Mannesstamm.

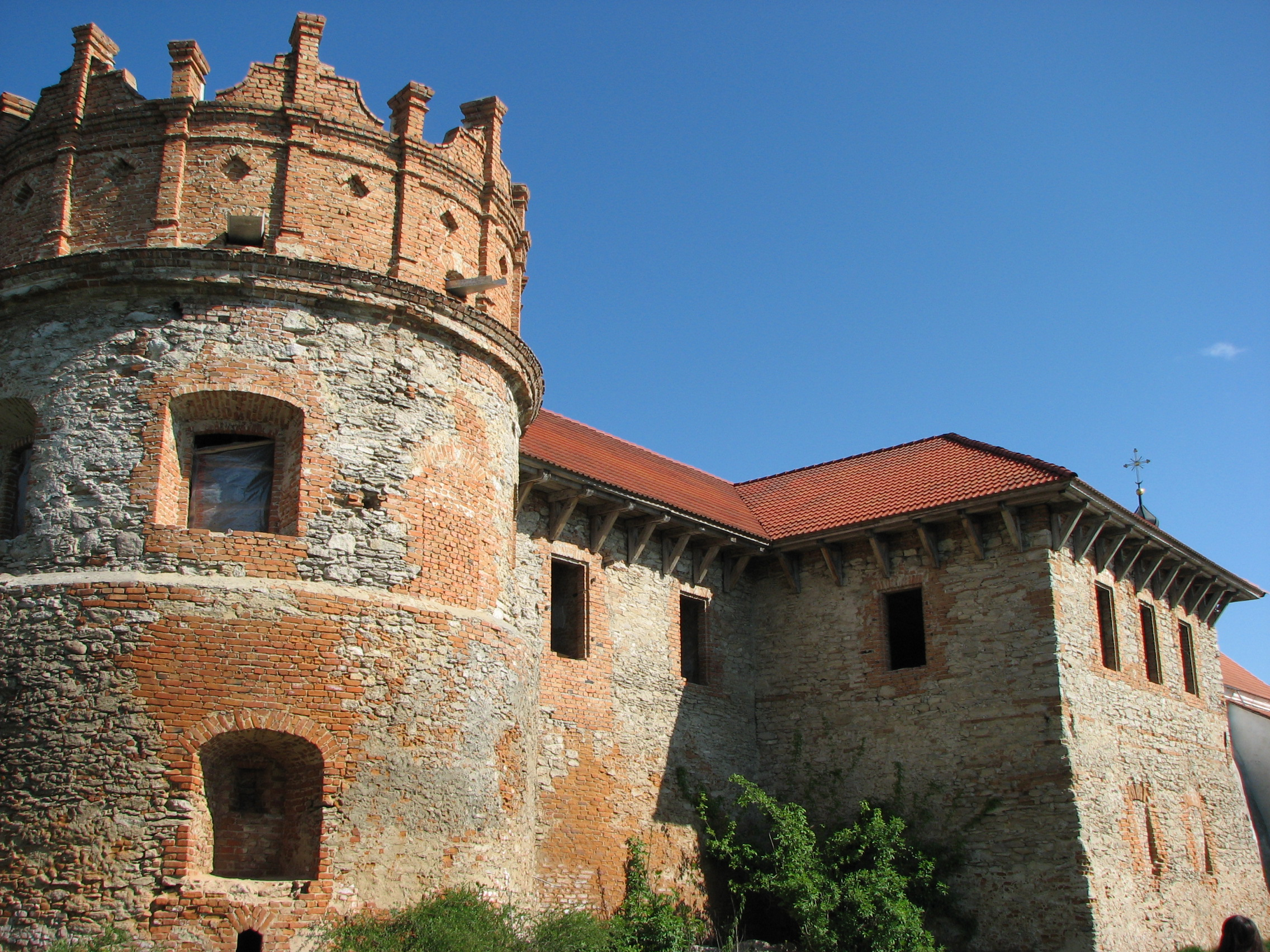
Schloss Starokostjantyniw (Ukraine)

## Wappen
Blasonierung: „In Blau zwischen einem goldenen Sparrenkopfoberhalbkreisfußschaft (Hausmarke) und einem liegenden ungesichteten goldenen Halbmond ein sechzackiger goldener Stern.“

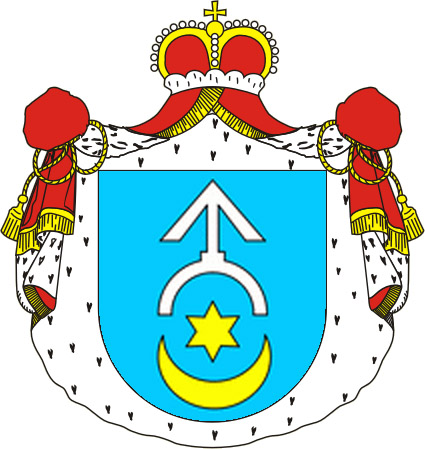
Herb Ostrogski
Wappen im Königreich Polen
Gemehrtes Wappen
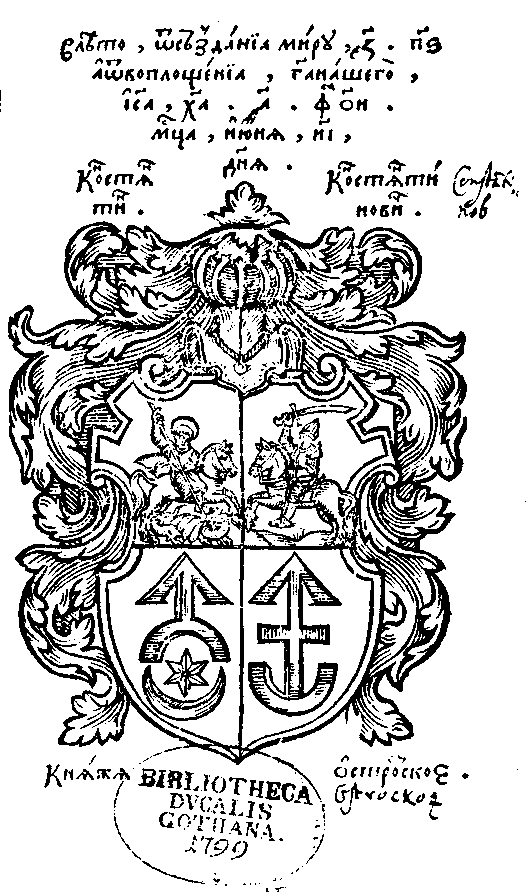
Wappen 1578 im Ostroger Alphabet

## Angehörige
- Fedor Ostrogski (1360–1446), ruthenischer Magnat, Gouverneur von Wolhynien[1]
- Konstantin Iwanowitsch Ostroschski († 1530), ruthenischer Magnat, erster Großhetman von Litauen (1497–1530), Starost, Marschall von Wolhynien (1507–1522) und Woiwode von Troki (1511–1522)
- Elżbieta Ostrogska (1539–1582), polnische Magnatin, dreifache Witwe, reichste Frau des Landes
- Konstanty Wasyl Ostrogski (1524/26–1608), ruthenischer Magnat, Starost von Wladimir, Marschall von Wolhynien (1550–1608), Woiwode von Kiew (1559–1608)
- Anna Alojza Ostrogska († 1654), verheiratet mit Hetman Jan Karol Chodkiewicz;